# Моро
Вижте пояснителната страница за други значения на Моро.
Моро (на английски: Moreau River) е река, приток на река Мисури, дълга около 200 мили (320 км), която тече в Южна Дакота, САЩ. Моро е кръстена на името на пионер търговец.
Тя се образува от два ръкава в северозападната част на Южна Дакота, в Бедлендс – окръзи Бют и Хардинг. Норт Форк  извира на около 10 мили (16 км) североизточно от Кроу Бютс. Саут Форк извира на около 20 мили (32 км) на запад от извора на Норт Форк. Двата ръкава текат на изток – югоизток и се обединяват около Зиона в южната част на окръг Пъркинс. Обединени вече потоците образуват река Моро, която тече на изток през Уста и през Индианския резерват Шайен Ривър, преминава през Айрън Лайтнинг, Тъндър Бют, Грийн Грас и Уайтхорс. Влива се в Мисури при езерото Оахе.
Река Моро обикновено тече паралелно със съседната и на север река, намираща се на около 40 mi (64 km) Гранд Ривър. Двете реки текат от запад на изток като отводняват Пиер Хилс и северните плата. Моро (бившата  Оул Ривър) има водосборен басейн от около 5 400 sq mi (14 000 km2). Заедно с Норт и Саут Форк, Моро има още няколко притока, по-значими от които са Литъл Моро, Дийп, Ред Еърт, Антилоуп и Тъндър Бют.